# Zvonina
Zvonina (nemško Schwanein) je naselje v Občini Kotmara vas v Okraju Celovec-dežela na Koroškem v Avstriji.